# Cara Delevingne
Cara Jocelyn Delevingne (ur. 12 sierpnia 1992 w Londynie) – brytyjska modelka i aktorka. Wystąpiła m.in. w filmie Legion samobójców.
Delevingne jest wnuczką angielskiego prezesa English Heritage sir Jocelyna Stevensa, wydawcy magazynu Queen i założyciela Radio Caroline.

## Kariera

### Modeling

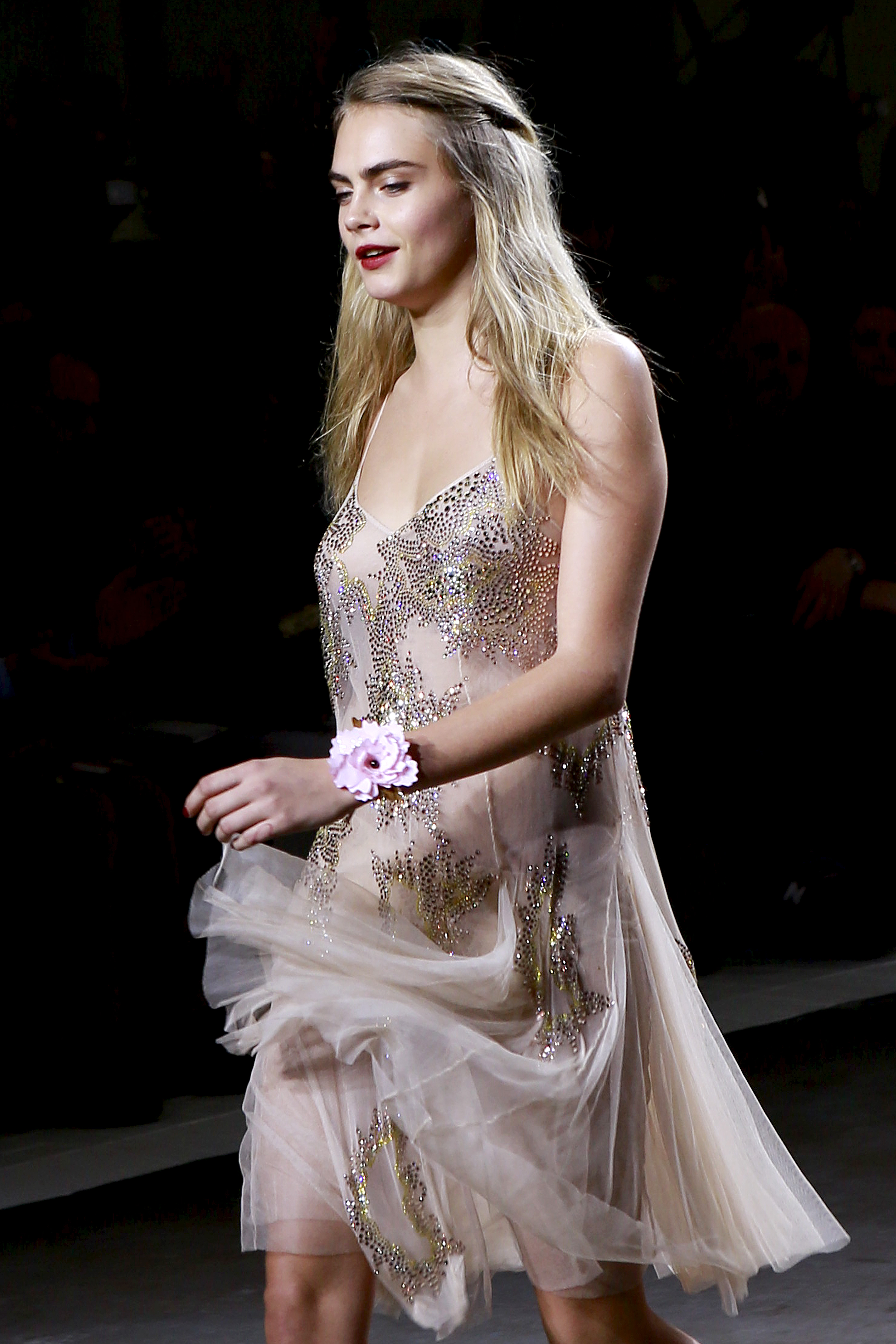
Cara Delevingne na wybiegu

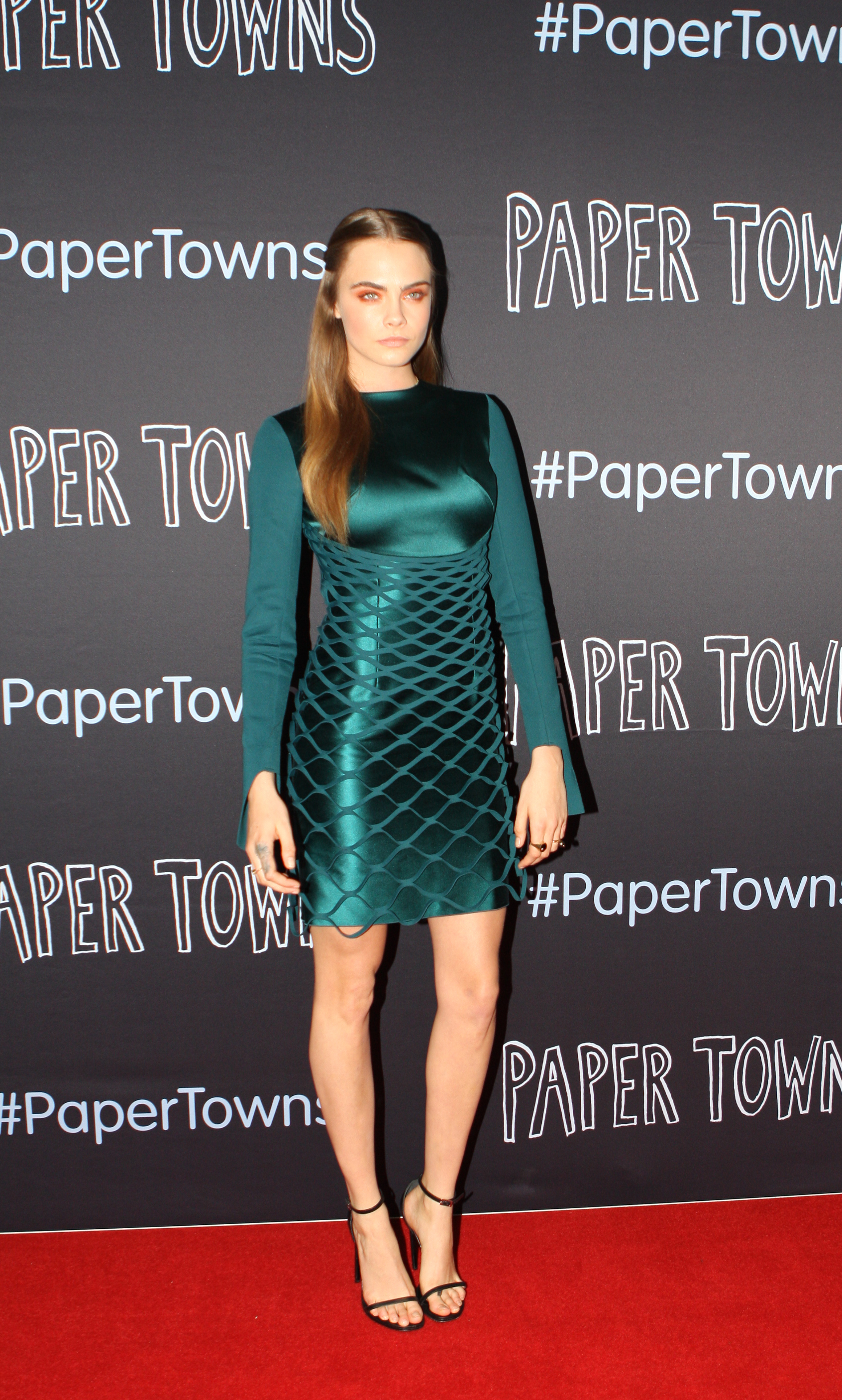
Cara Delevingne na premierze Papierowych miast

Delevingne jest twarzą kampanii Beauty marki Burberry razem z innymi brytyjskimi modelkami – Edie Campbell i Jourdan Dunn. Poprzednio była twarzą kampanii wiosna/lato 2012 tej samej marki wraz z aktorem Eddiem Redmayne’em, zdjęcia zostały wykonane przez fotografa Mario Testino. Pojawiła się też w kampanii wiosna/lato 2011 marki Burberry.
Delevingne pojawiła się także w wielu kampaniach reklamowych, jak H&M Authentic Collection (2011), Dominic Jones Jewellery (2012), Blumarine, Zara czy Chanel. Została także zauważona przez brytyjskiego Vogue’a. Delevingne pojawiła się na wybiegach marek Moschino, Jason Wu, Óscar de la Renta, Burberry, Dolce & Gabbana, Fendi, Stella McCartney i Chanel. Jej twarz zdobiła okładki magazynów takich jak brytyjski Vogue, Vogue Korea, i-D, Russh, Jalouse i portalu Style.com. W 2012 oraz 2013 roku była modelką na pokazie marki Victoria’s Secret. W 2013 roku została twarzą kampanii Cruise marki Chanel razem z duńską modelką Saskia de Brauw, a także wiosennej kampanii „Be Inspired” polskiej marki Reserved.
Lokalna londyńska gazeta Evening Standard uznała ją za jedną z najbardziej wpływowych osób pochodzących z Londynu. Obecnie zajmuje 5.miejsce w rankingu TOP 50 Models portalu models.com. Podczas British Fashion Awards zdobyła nagrodę w kategorii „Modelka Roku 2012” oraz „Modelka Roku 2014”.

### Aktorstwo
W 2012 roku zagrała niewielką rolę w filmie Anna Karenina jako księżniczka Sorokina. W 2015 roku zagrała postać Margo Roth Spiegelman w filmie Papierowe miasta. Wcieliła się w rolę Enchantress w filmie Legion samobójców (2016). W adaptacji komiksu Pierre’a Christina i Jean-Claude’a Mézières’a Valerian i miasto tysiąca planet (2017), w reżyserii Luca Bessona, gra Laureline u boku Clive’a Owena, Dana DeHaana, Rihanny. Zagrała w 12. sezonie serialu FX American Horror Story (2023).

## Filmografia
- 2012: Anna Karenina – księżniczka Sorokina
- 2014: Twarz anioła – Melanie
- 2015: Piotruś. Wyprawa do Nibylandii – Syrena
- 2015: Papierowe miasta – Margo Roth Spiegelman
- 2016: Kids in Love – Viola
- 2016: London Fields – Kath Talent
- 2016: Legion samobójców – June Moon / Enchantress
- 2017: Tulipanowa gorączka – Annetje[6]
- 2017: Valerian i miasto tysiąca planet – Laureline[7]
- 2018: London Fields – Kath Talent
- 2018: Her Smell – Crassy Cassie
- 2019: Carnival Row – Vignette Stonemoss (serial)
- 2020: Rok na całe życie - Isabelle
- 2022: Zbrodnie po sąsiedzku – Alice[8]
- 2023: American Horror Story: Oczekiwanie – Ivy Ehrenreich[9]